# NMB48劇場

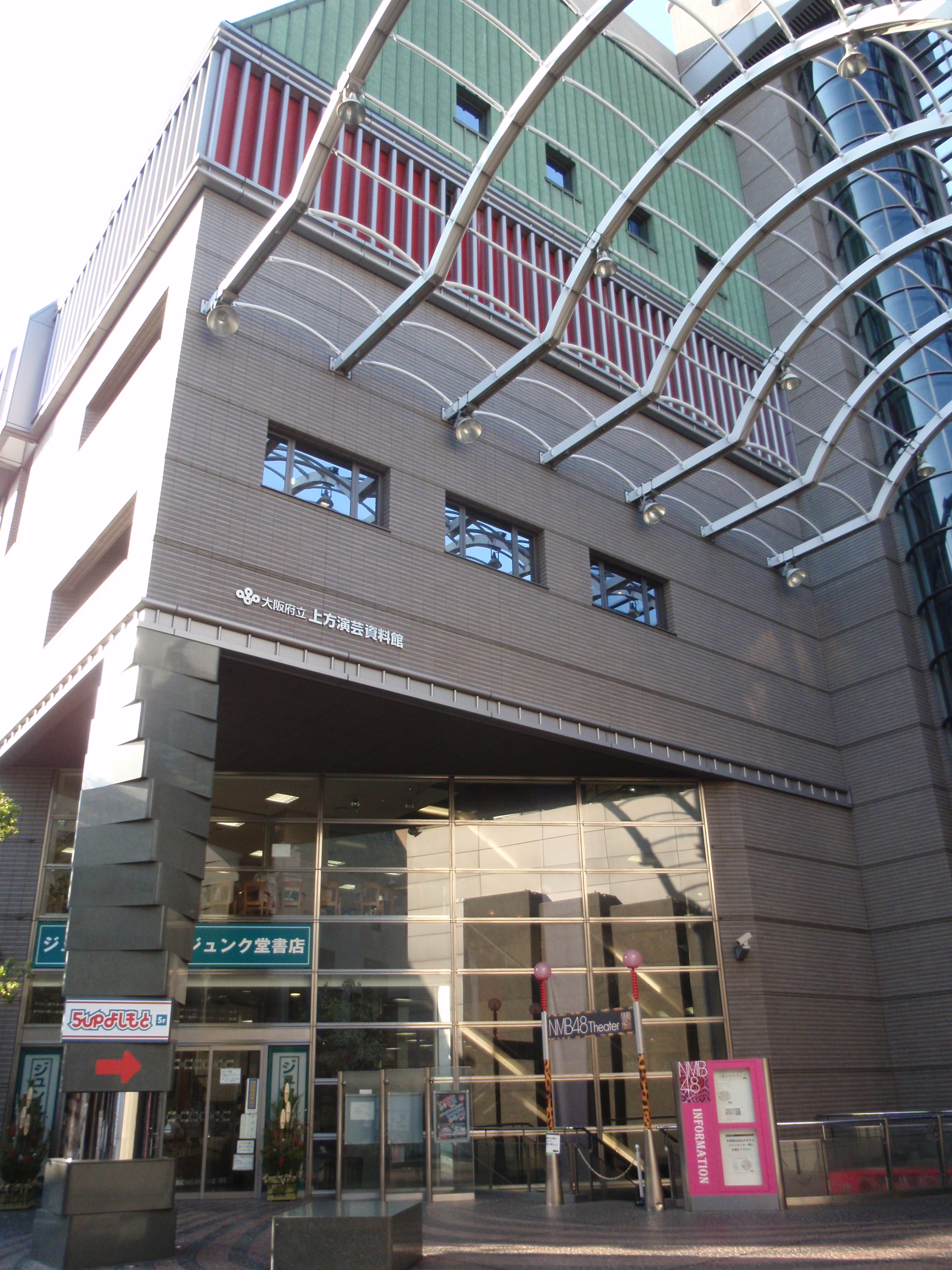
劇場入口的YES-NAMBA大樓

NMB48劇場（日语：エヌエムビーフォーティエイトシアター、NMB48 Theater），在大阪府大阪市中央区難波千日前是NMB48主要的劇場。位於難波豪華花月的對面，YES-NAMBA大樓的地下1樓。2011年1月1日開啟。

## 概要
NMB48是繼以東京・秋葉原為據點的AKB48和名古屋市為中心活動的SKE48由製作人秋元康以地區偶像團體在2010年10月組成。組成當初沒有專用劇場,同年12月3日由吉本興業年輕藝人的據點在1999年9月開啟的『base吉本』關閉;其舊址被改為NMB48的專用劇場並在 2011年1月1日開張。另外，吉本的年輕培養的藝人劇場則遷入本劇場大樓 YES - NAMBA 5樓“ワッハ大廳”改造為『5 up吉本』重新開放。
NMB48劇場管理人是金子剛。
本劇場只專門予NMB48和AKB48的姐妹組合公演用，2011年3月在讀賣電視臺播放的特別節目《NMB48叢林》是本劇場公開收錄，2011年12月31日在吉本所屬的年輕藝人5 up吉本ZERO成員的搞笑live本劇場舉行的。
東京・秋葉原的AKB48劇場正式名称是「Akihabara48 Theater」，本劇場称為Namba48 Theater和NMB48 Theater。
NMB48劇場的開業於2011年而劇場設施本身是AKB48還沒有結成20世紀中的1999年竣工
而本劇場的電話號碼的末尾（用戶號碼）是7848（難波48）。

## 附近車站
- 大阪市高速電氣軌道
  - 御堂筋線・四橋線・千日前線 - 難波車站
  - 千日前線・堺筋線 - 日本橋車站
- 南海電氣鐵道
  - 難波車站
- 近畿日本鐵道
  - 大阪難波車站
  - 近鐵日本橋車站
- 阪神電氣鐵道（NMB48官方網站並沒有記載阪神）
  - 大阪難波車站
- 西日本旅客鐵道（JR西日本）
  - JR難波車站

## 備註
1. ↑  建築物由吉本興業所擁有・管理，2013年4月售出。售出後仍然由吉本繼續管理執行。

## 関連項目
- base吉本 - 本劇場的前身，後來轉移到YES-NAMBA大樓5樓「5up吉本」在2011年1月1日開業。
- 大阪府立上方演藝資料館- 本劇場的入口YES-NAMBA大樓4樓・6樓・7樓。

## 外部連結
- NMB48劇場